# 日本Androidの会
日本Androidの会（にほんアンドロイドのかい）は、Androidに興味を持つ人が集まるユーザーコミュニティ。2009年9月25日にNPOに組織を移行した。
Androidの普及を促進し、ビジネス系、技術系、デザイナー系の人たちに対してAndroidの注目度を上げることを目的としている。2008年9月12日に「Android勉強会」を母体として設立された。Android関連イベントとしては国内最大規模となるAndroid Bazaar and Conferenceを主催している。Android開発元であるgoogleのティム・ブレイ氏は「日本のAndroidの発展に日本Androidの会が貢献している」と発言している。
2011年9月時点での会員数は約2万人で、Androidコミュニティとしては世界最大規模である。
所在地は東京都文京区。

## 組織
北海道から沖縄まで全国36の支部を擁する。ただし、複数の支部が存在する都道府県もあるため、36都道府県に支部があるわけではない。
また、以下の9つのワーキンググループが存在する
- ハンズオンセッション
- Android-SDK
- マッシュアップ
- コンテンツ
- 組み込み
- PF
- DalvikVM
- Market Place
- ビジネス

## 主な活動履歴
- 2009年7月 - 「WIRELESS JAPAN 2009」に出展[11][12]。
- 2009年11月30日 - 「Android Bazaar and Conference 2009 Fall」開催[13]
- 2010年6月26日 - 「Android Bazaar and Conference 2010 Spring」開催[14]。
- 2010年7月 - 「WIRELESS JAPAN 2010」に出展[15]
- 2010年11月25日 - モバイル・コンテンツ・フォーラムと相互協力を発表[16][17]。
- 2011年1月9日 - 「Android Bazaar and Conference 2011 Winter」開催[18]。
- 2011年3月18日、19日 - 東日本大震災の被災者支援活動のイベントを関西支部が開催[19][20]。
- 2011年5月 - 「ワイヤレスジャパン2011 」にて福祉部による展示を行う[21]。
- 2011年7月16日 - 「Android Business Matching Party 2011 Summer」開催[22]。
- 2011年7月17日 - 「Android Bazaar and Conference 2011 Summer」開催[5][23]。
- 2012年3月24日 - 「Android Bazaar and Conference 2012 Sprint」開催[24]。
- 2012年8月 - 「アキバ大好き!祭り2012夏」にて、秋葉原支部アクセサリ部がシール式NFCタグを販売[25]。

## 書籍
- Android開発最新動向レポート 2010（編著）
- 初めてのAndroid（監訳） ISBN 4-8731-1485-3
- Android UIデザイン&データベースプログラミング（監修） ISBN 4-8833-7761-X